# Hypothyris diphes
Hypothyris diphes är en fjärilsart som beskrevs av Fox 1971. Hypothyris diphes ingår i släktet Hypothyris och familjen praktfjärilar. Inga underarter finns listade i Catalogue of Life.